# Brachythecium kashmirense
Brachythecium kashmirense là một loài rêu trong họ Brachytheciaceae. Loài này được Broth. Paris mô tả khoa học đầu tiên năm 1900.